# فهرست شرکت‌های جمهوری آرتساخ

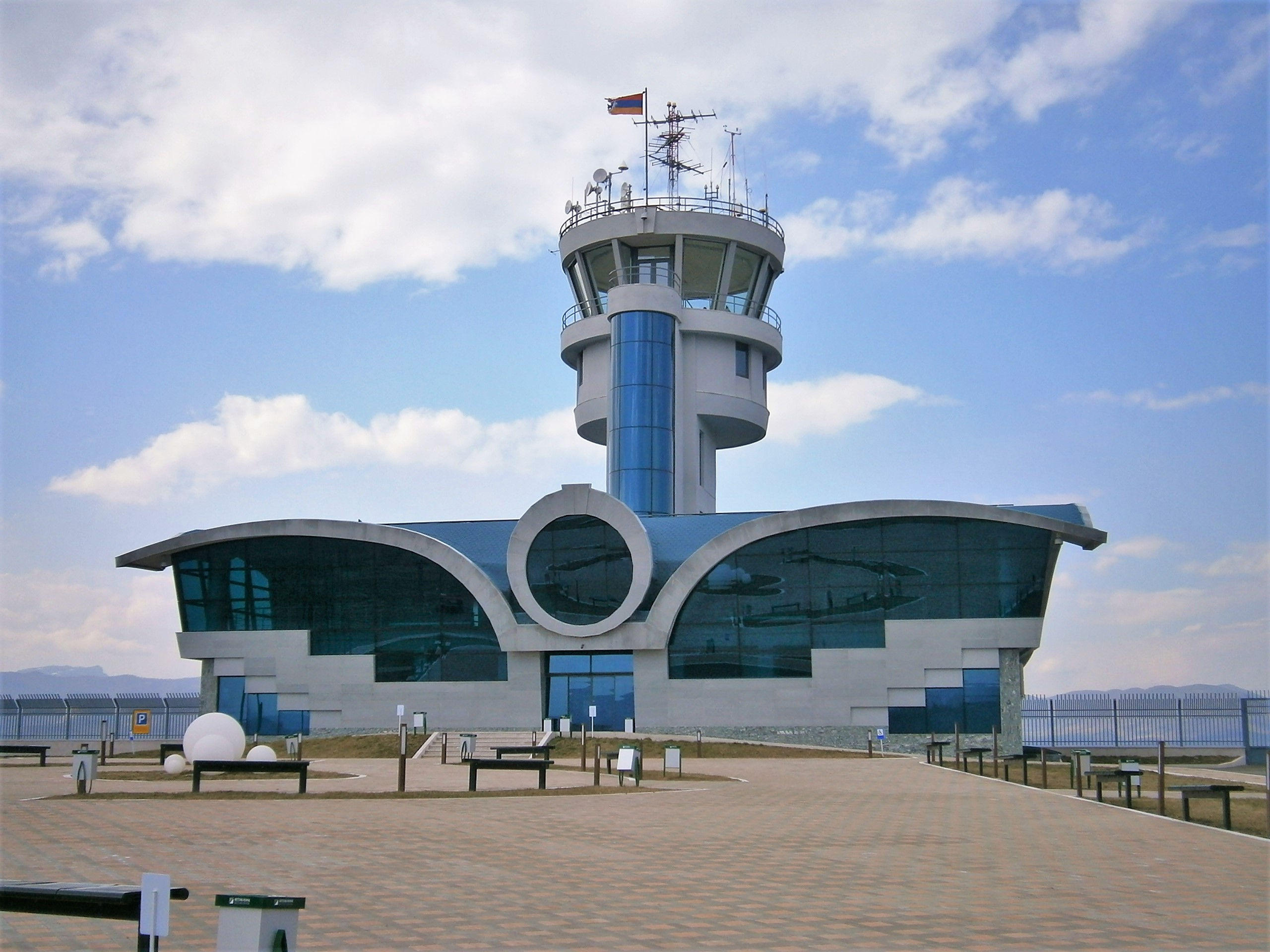
فرودگاه استپاناکرت

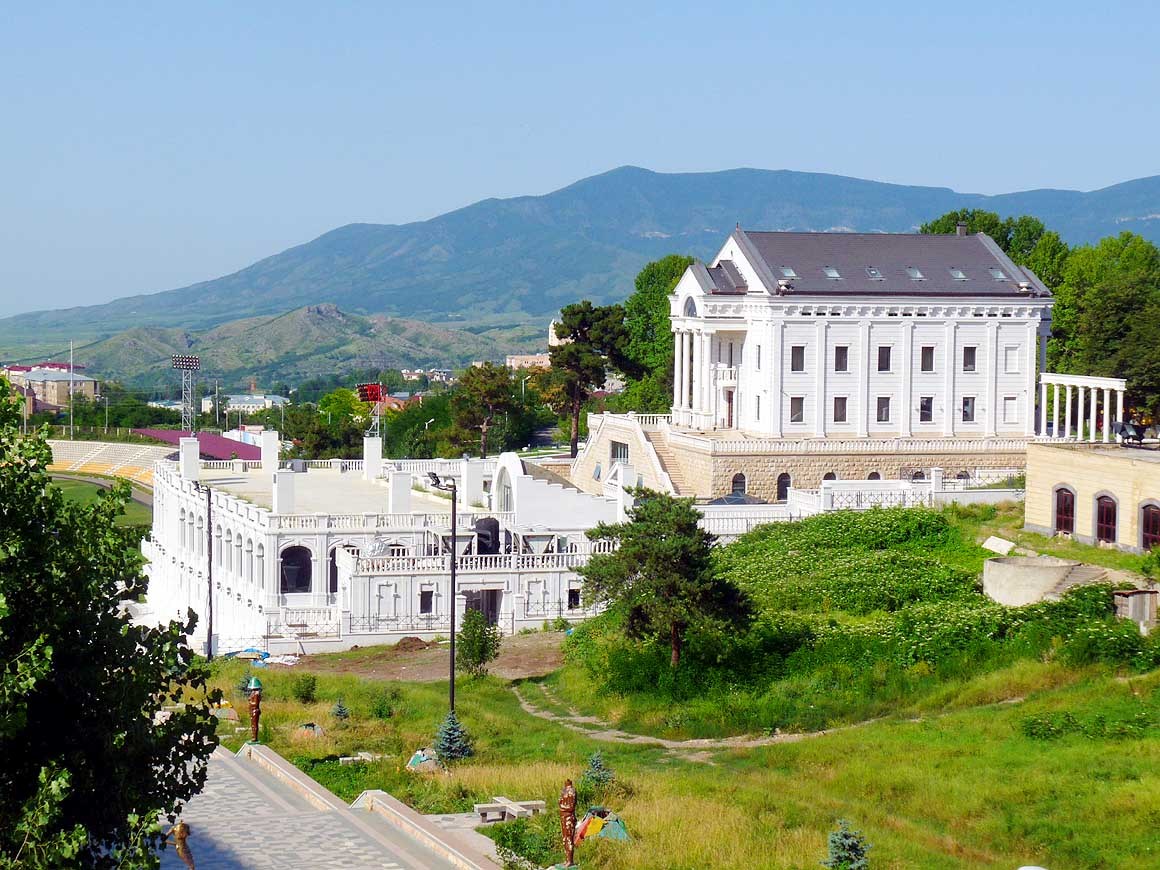

توسعه اقتصادی جمهوری آرتساخ به صورت عمده با تغییرات حجم تولید و خدمات در پنج حوزه اصلی مشخص شده‌است که عبارتنداز: صنعت، کشاورزی، ساختمان، ترابری و تجارت درام ارمنستان در جمهموری آرتساخ استفاده می‌شود.
در زیر فهرست شرکت‌های برجسته ای که مقر آن در جمهوری آرتساخ (انگلیسی: Republic of Artsakh) می‌باشد آورده شده‌است.
| نام         | صنعت        | بخش        | مقرها      | بنیان‌گذاری‌شده | Notes      |
| ----------- | ----------- | ---------- | ---------- | ------------- | ---------- |
| آرتساخ ایر  | خدمات مصرفی | خطوط هوایی | استپاناکرت | ۲۰۱۱          | شرکت هوایی |
| آزات آرتساخ | خدمات مصرفی | انتشاراتی  | استپاناکرت | ۱۹۲۳          | روزنامه    |

## تولیدکنندگان شراب-برندی-ودکا در آرتساخ
- کارخانه برندی استپاناکرت، در استپاناکرت (بنیانگذاری در سال ۱۹۳۱)
- شرکت برندی آرتساخ، در روستای آیگستان، استان آسکران (بنیانگذاری در سال ۱۹۹۸)
- کارخانه شراب‌سازی کاتارو آنوش-۱، در روستای توغ، استان هادروت (بنیانگذاری در سال ۲۰۱۰)
- کارخانه شراب‌سازی میکا-هادورت، در هادروت (شهرک), استان هادروت
- کارخانه شراب‌سازی آسکران، در آسکران، استان آسکران
- کارخانه شراب‌سازی آراگیل، در، استان مارتونی
- کارخانه شراب‌سازی بالاسانیان، در آسکران، استان آسکران
- شرکت تعاونی لیا، در مارتاکرت، استان مارتاکرت
- کارخانه شراب‌سازی برادران هایراپتیان، در روستای کارمیر شوکا، استان مارتونی
- کارخانه شراب‌سازی پیانک، در خرامورت، استان آسکران
- شرکت تعاونی تنجیر-۲۰۰۰، در مارتونی، استان مارتونی